# Municipio de Logan (Nueva Jersey)
El municipio de Logan (en inglés, Logan Township) es un municipio situado en el condado de Gloucester, Nueva Jersey, Estados Unidos. Tiene una población estimada, a mediados de 2023, de 6070 habitantes.

## Geografía
La localidad está ubicada en las coordenadas 39°47′31″N 75°21′19″O / 39.79194, -75.35528 (39.792079, -75.355179).

## Demografía
Según la estimación 2018-2022 de la Oficina del Censo, los ingresos medios de los hogares son de $109,566 y los ingresos medios de las familias son de $139,821. Los ingresos per cápita en los últimos doce meses, medidos en dólares de 2022, son de $46,375. Alrededor del 5.9% de la población está por debajo de la línea de pobreza.